# Португалия на летних Олимпийских играх 1992
Португалия принимала участие в Летних Олимпийских играх 1992 года в Барселоне (Испания) в восемнадцатый раз за свою историю, но не завоевала ни одной медали. Наибольшее число представителей сборной с 1912 года. Сборная дебютировала в теннисе, бадминтоне и женском дзюдо.